# بيوي رمادي
بيوي رمادي (الاسم العلمي: Contopus cinereus) (بالإنجليزية: Tropical Pewee)‏ هو نوع من الطيور يتبع جنس البيوي من فصيلة عصافير الملك.